# Eusurbus altus
Eusurbus altus är en tvåvingeart som först beskrevs av Walker 1849.  Eusurbus altus ingår i släktet Eusurbus och familjen svävflugor. Inga underarter finns listade i Catalogue of Life.